# Friedrich Ernst von Langen
Friedrich Ernst Philipp Freiherr von Langen-Keffenbrinck (* 21. Januar 1860 im Herrenhaus Üselitz; † 14. Mai 1935 in Berlin) war ein deutscher Verwaltungsjurist, Rittergutsbesitzer und Reichstagsabgeordneter in Vorpommern.

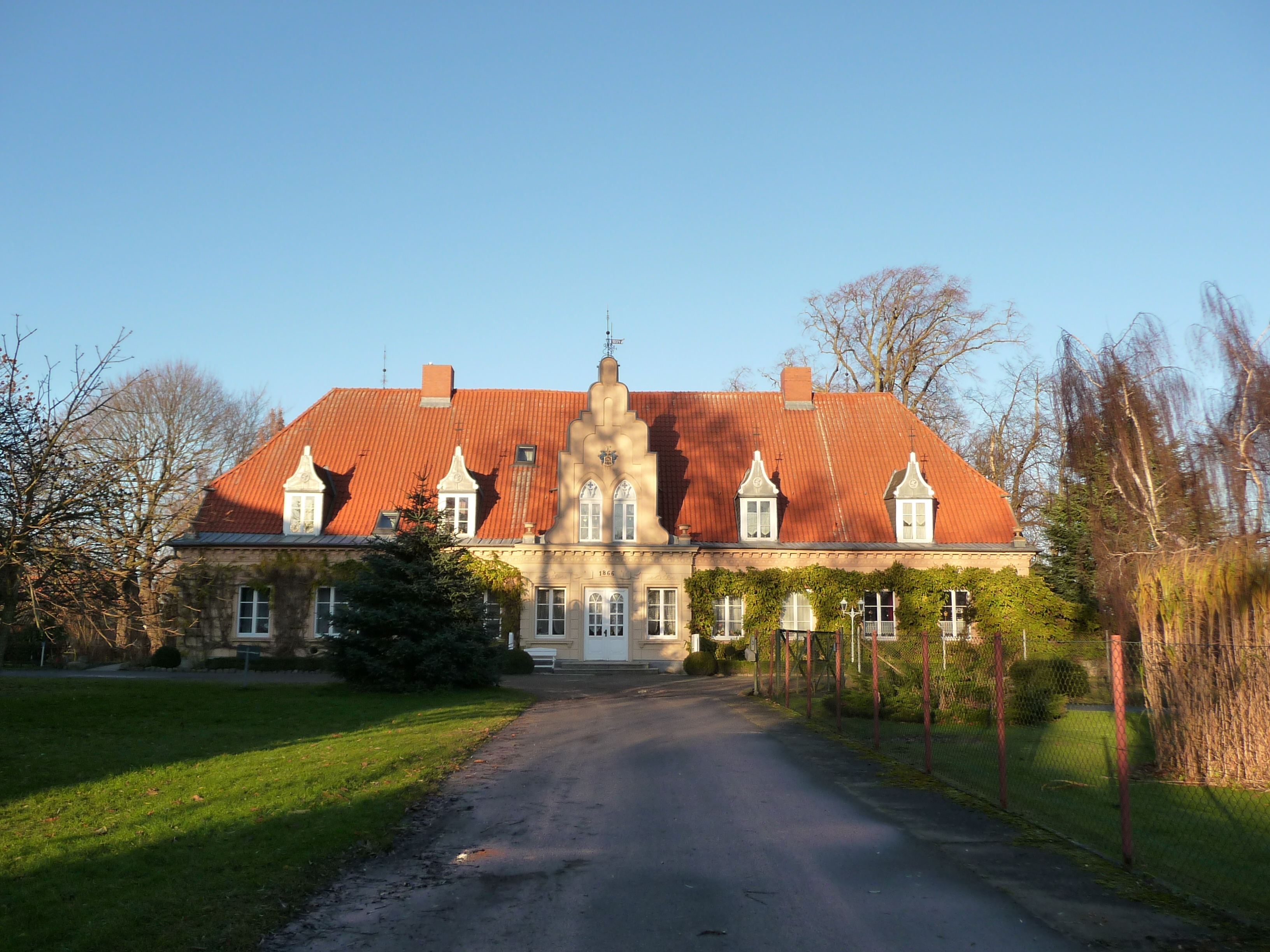
Gutshaus Groß Lüdershagen

## Leben
Sein Vater Arthur von Langen war Gutsbesitzer von Groß Lüdershagen und preußischer Rittmeister, seine Mutter Carolina eine geborene von Keffenbrinck.
Friedrich Ernst Langen besuchte das Gymnasium Stralsund und 1877 die Ritterakademie (Brandenburg an der Havel). Nach dem Abitur studierte er an der Rheinischen Friedrich-Wilhelms-Universität und der Friedrich-Wilhelms-Universität zu Berlin Rechtswissenschaft. Er wurde Corpsschleifenträger der Borussia Bonn (1881) und der Borussia Berlin (1886). Danach war er erst Referendar am Amtsgericht Demmin und am Landgericht Berlin II und dann bis 1890 bei der Regierung in Stralsund. 1885 wurde er zum Dr. jur. promoviert.

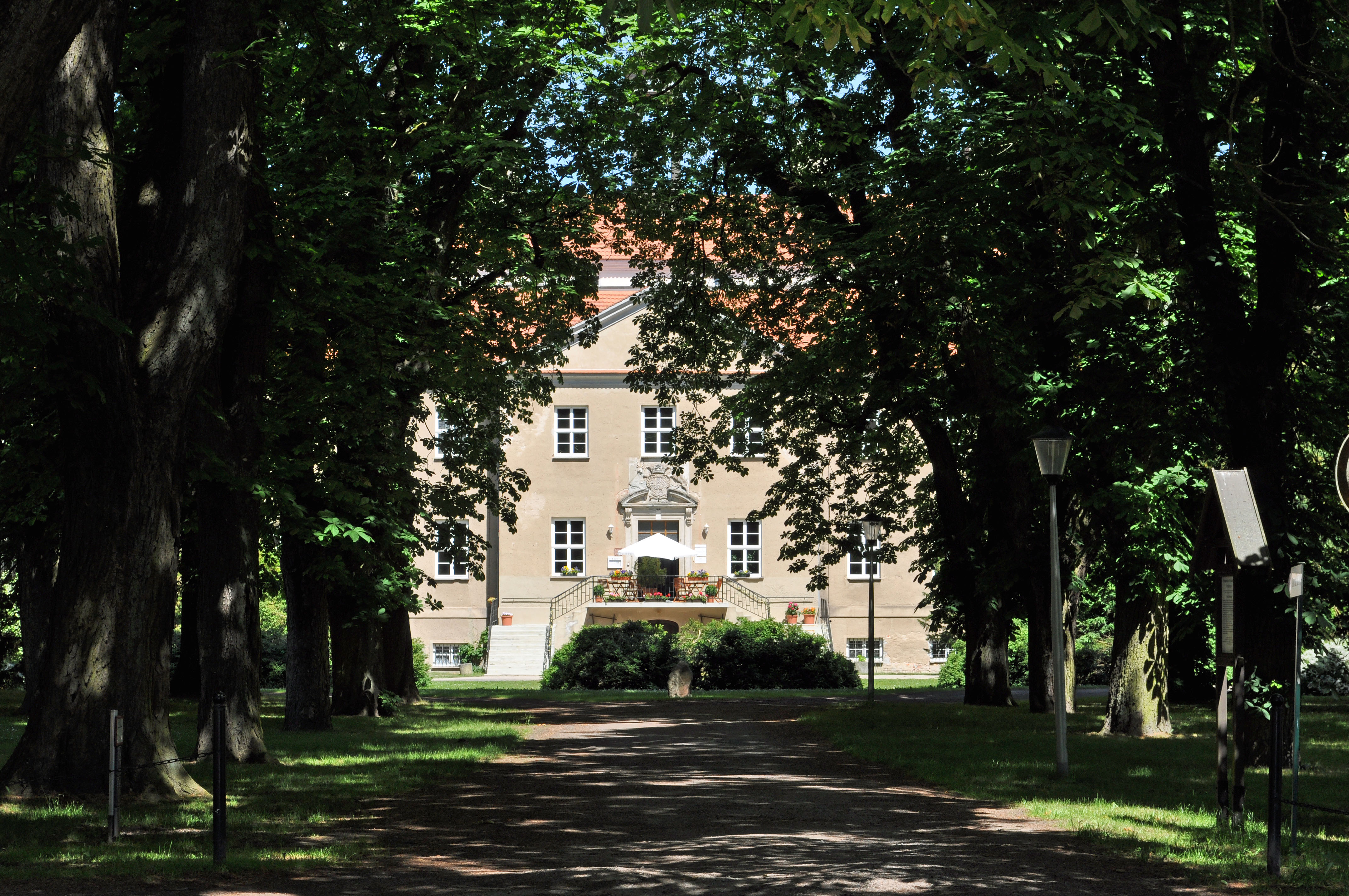
Schloss Griebenow

Nach seinem Ausscheiden aus dem Staatsdienst war er Rittergutsbesitzer in Groß Lüdershagen. Auf Grund der Satzung des gräflichen Keffenbrinck´schen Familienfideikommiss aus 1854 stammend erhielt er 1922 die Genehmigung den Zusatznamen von Keffenbrinck zu führen. Ein zweites Gut war Schloss Griebenow, dort wurde er später beigesetzt.
Er unternahm größere Reisen durch Ägypten, Kleinasien und Ostafrika. Verheiratet war er seit 1895 mit Elisabeth geb. Dietmar. Aus der Ehe gingen zwei Söhne hervor. Der ältere Sohn Friedrich-Carl (1899–1961) erbte Griebenow, Hans-Wolfgang (1904–1986) ging die juristische Laufbahn des Vaters und erhielt das Gut Alt-Plestin, welches sich seit 1665 in Hand der Vorfahren befand, Gutsgröße 717 ha.
Als Mitglied der Deutschkonservativen Partei vertrat er von 1893 bis 1903 den Wahlkreis Regierungsbezirk Stralsund 1 (Landkreis Rügen, Stralsund, Landkreis Franzburg) im Deutschen Reichstag.
Seine Grabstätte befindet sich bis heute auf dem Friedhof in Griebenow.

## Werke
- Talmudische Täuschungen – das jüdische Geheimgesetz und die deutschen Landesvertretungen. Ein Handbüchlein für Politiker. 5 Auflagen. Leipzig 1895–1919.